# Idioma protofinoúgrio
El protofinoúgrio es la protolengua reconstruida de la familia finoúgrica, es decir, el antepasado de las lenguas sámicas o finesas, como el finés y el sami, y las lenguas úgricas, como el húngaro. El idioma madre es el protourálico, del que salieron el protofinoúgrio y el protosamoiede. Sin embargo, esta clasificación tiene algunos problemas. El protofinoúgrio también puede considerarse como una agrupación geográfica de dialectos protourálicos, ya que existen pocas diferencias. Se ha sugerido que el protofinoúgrio se llegó a hablar desde el mar Báltico hasta los Urales.

## Historia
El protofinougrico se dividió en dos ramas: fino-pérmica y ugria. Se dan las siguientes estimaciones de la fecha del colapso: en 3000-2500 a. C. mi, a finales del III milenio a. C. mi. o aproximadamente 3500-3000 a. C. mi. .
Posteriormente, en el segundo milenio antes de Cristo. e., la subfamilia fino-pérmica se dividió en el [Lenguas pérmicas|grupo pérmico]] y el grupo fino-volgaico.

## Características lingüísticas

### Fonética y fonología
Las consonantes del proto-finoúgrio son:
|            | Oclusivas | Africadas | Fricativas     | Nasales | Laterales | Semivocales | Vibrantes |
| ---------- | --------- | --------- | -------------- | ------- | --------- | ----------- | --------- |
| Labiales   | p         |           |                | m       |           | w           |           |
| Dentales   | t         |           | s, d (ð)       |         | l         |             |           |
| Alveolares |           | č (t͡ʃ)    | š              | n       |           |             | r         |
| Palatales  |           | ć         | ś (sʲ), ď (ðʲ) | ń (nʲ)  | ľ         | j           |           |
| Velares    | k         |           |                | ŋ       |           |             |           |

Además, B. Collinder, G. Barczi y V. Steinitz también reconstruyen una retrofleja *ḷ.
En comparación con el proto-uralico, se perdió el fonema /x/, y su desaparición estuvo acompañada por el alargamiento de la vocal precedente: pUr. *kåxse̮ > pFU *koosi "abeto".

### Gramática

#### Sustantivo
Había ocho casos:
- Nominativo (sin marca);
- Genitivo: *-n;
- Acusativo: *-m;
- Locativo I: *-na/-nä;
- Locativo II: *-t/-tt
- Ablativo *-ta/-tä;
- Lativo I: *-k;
- Lativo II: *-ń.

A veces también se reconstruye un lativo III con el marcador *-j. En muchas lenguas descendientes el número de casos aumentó; por ejemplo, en húngaro llegó a veinte, aunque en las lenguas ugrias del Obi solo se conservaron tres casos. Todos los sustantivos se declinaban siguiendo un único paradigma. Había tres números: singular, dual y plural. El dual desapareció en la mayoría de las lenguas descendientes, conservándose solo en las lenguas saami y ugrias del Obi.

#### Numerales
Para el proto-finoúgrio se reconstruyen los siguientes numerales: *ikte / *ükte "uno", *käkte "dos", *kolme̮ "tres", *neljä "cuatro", *witte "cinco", *kutte̮ "seis", *śäjćem "siete", *luke "diez", *kojćɜ / *kuśɜ "veinte". Los numerales "ocho" y "nueve" probablemente se expresaban como "dos-diez-menos" y "uno-diez-menos". El numeral *śata "cien" fue tomado como préstamo de la rama irania de las lenguas indoiranias.